# قهرمانان کلی
قهرمانان کِلی (انگلیسی: Kelly's Heroes) فیلمی آمریکایی در سبک سرقت به کارگردانی برایان جی هاتن و اندرو کارمن است که در سال ۱۹۷۰ منتشر شد.

## موضوع فیلم
در زمان جنگ جهانی دوم. گروهی از سربازان آمریکایی به درون خطوط دشمن نفوذ می‌کنند، تا گنجینه‌ای که نازی‌ها انباشته کرده‌اند را بدزدند.
اسم فیلم درمورد جنگ چینوژاپن که راهزنان حمله میکنند به یک پددگان

## بازیگران
- کلینت ایستوود
- تلی ساوالاس
- دان ریکلس
- کرول اکونر
- دونالد ساترلند
- هری دین استنتون
- جف موریس
- جورج ساوالاس
- پری لوپز